# Power-to-Gas
Power-to-Gas (P2G of Power-to-Molecules) is een energieopslagtechniek waarbij elektrische energie omgezet wordt in chemische energie in de vorm van gas. Gas is gemakkelijker op te slaan dan elektriciteit. 
Er zijn verschillende methoden te onderscheiden, waarbij de belangrijkste verschillen te zien zijn aan wat er geproduceerd wordt. 
Het gas dat gemaakt wordt kan namelijk waterstof of methaan zijn. Ook ammoniak of methanol kunnen dienen als opslaggas.

## Toepassing

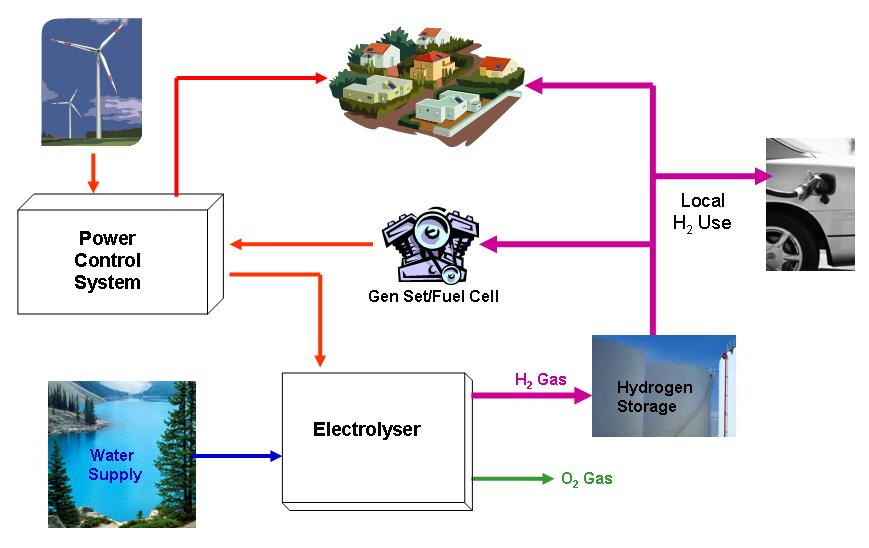
Principe van Power-to-Gas

Door toename in het gebruik van zonne- en windenergie ontstaat een gat tussen de vraag en het aanbod van elektriciteit. Het overschot aan elektriciteit kan niet uitgewisseld worden met andere landen als de daluren synchroon lopen en door de lange afstand treden er transmissieverliezen van boven de 10% aan energie op. Power-to-Gas wordt over het algemeen toegepast op momenten dat de vraag naar elektriciteit lager ligt dan de productie, om deze overtollige elektriciteit van windturbines en zonnepanelen te benutten voor de productie van gas. Dit zorgt voor evenwicht van vraag en aanbod op het elektriciteitsnet. Op deze manier kunnen grote hoeveelheden elektrische energie dan ook (tijdelijk) worden opgeslagen als waterstof of methaan voor later gebruik. In de Benelux worden projecten onderzocht in Groningen, Zeebrugge en Oostende. Het geproduceerde waterstof of methaan kan dienen om te verwarmen, om elektriciteit op te wekken in een warmte-krachtkoppeling (WKK), te koken of om er auto's op te laten rijden. Het mixen van waterstof in gas wordt bijvoorbeeld ook toegepast bij het vervaardigen van het mengsel HCNG.

### Opslag
Voordat er werd omgeschakeld naar aardgas bevatte het aardgasnetwerk stadsgas dat voor 50-60% uit waterstof bestond. De opslagcapaciteit van het Duitse aardgasnetwerk is meer dan 200.000 GWh, voldoende voor een aantal maanden van de energievraag. Het transportverlies door een aardgasnetwerk is met <0,1% kleiner dan het transportverlies van 8-10% in een hoogspanningsnet. De opslagkosten per kWh worden geschat op €0,10 voor waterstof en €0,15 voor methaan. Er zijn meerdere studies van het gebruik van het bestaande aardgasnetwerk voor waterstofopslag waaronder het NaturalHy project en DOE. De hoeveelheid waterstof die in het aardgasnetwerk aanwezig mag zijn, wordt door de Nederlandse overheid vastgesteld. Met het oog op P2G is in Nederland de maximale concentratie verhoogd van 0,02% tot 0,1% in een Ministeriële Regeling.

## Technieken

### Elektrolyse
Bij elektrolyse splitst de elektrische energie water in waterstof (H2) en zuurstof (O2).
{\displaystyle {\ce {2 H2O ->2 H2 ^ + O2 ^}}}
De geproduceerde waterstof kan worden bijgemengd met aardgas en in beperkte mate worden ingevoed op het aardgasnetwerk. De electrolyzer volgt de PEM brandstofcel in prijsontwikkeling. De EU heeft als doelstelling de kapitale kosten te halveren en het rendement met 10% te verhogen.
- Sinds 2013 bedrijft E.ON samen met Hanse, Solvicore en Swissgas te Falkenhagen een installatie van 2 MW.[11] (Injectie in het aardgasnetwerk)
- Een 800 kW power-to-gas project is onderweg in Hamburg/Reitbrook district[12] en gaat online in 2015.[13] (Injectie in het aardgasnetwerk)
- Het GRHYD project (2013-2020) van GDF SUEZ en Areva in Frankrijk is begonnen met het injecteren van waterstof in het aardgasnetwerk van 200 huizen.[14]
- In 2014 werd het 360 kW project van de Thüga Group bij de Mainova Aktiengesellschaft in Frankfurt gestart.[15] (Injectie in het aardgasnetwerk)
- Het 6 MW Energiepark Mainz[16] van Stadtwerke Mainz, Hochschule RheinMain, Linde en Siemens in Mainz (Duitsland) start in 2015. (Injectie in het aardgasnetwerk)

### Methanisatie
Bij methanisatie kan de waterstof geproduceerd door elektrolyse volgens de Sabatier-reactie samen met koolstofdioxide (CO2) omgezet worden naar methaan (CH4) en water (H2O).
{\displaystyle {\ce {CO2 + 4 H2 -> CH4 + 2H2O}}}
Het methaan wordt direct ingevoed of eerst op groengas-kwaliteit gebracht door bijmenging van koolstofdioxide dan wel stikstof, waarna het SNG (substitute- of synthetic natural gas) genoemd kan worden. Het methaniseren is minder efficiënt dan het gebruik van waterstof en er zijn extra kosten voor de installatie.
- ETOGAS heeft voor Audi te Werlte een installatie van 6 MW gebouwd die SNG in het gasnet van EWE stuwt, maar ook kan dienen als cng in de Audi A3 g-tron.[18]

### Biogasupgrade
Het waterstof kan ook worden gebruikt om biogas op te werken. Dit is een specifieke toepassing van methanisatie Biologische methanisatie waarbij de CO2 die in biogas zit wordt gemethaniseerd. Deze methode van upgraden is een alternatief voor opwerkingstechnieken waarbij de CO2 wordt afgescheiden en resulteert in een hogere gasopbrengst. De gratis warmte die vrijkomt bij de elektrolyse wordt dan gebruikt om de verwarmingskosten in de biogas installatie te verminderen.
- Te Delfzijl wil een consortium van Torrgas, Siemens AG, Stedin, Gasunie, A.Hak, Hanzehogeschool/EnTranCe en Energy Valley tegen 2016 een installatie starten met een vermogen van 12 MW om biogas van Torrgas te verrijken met waterstof.[19]

## Efficiëntie
Efficiëntie van relevante energieomzettingen per betrokken gas, opgedeeld per soort omzetting:
| gas                                                                   | efficiëntie | opmerkingen                                        |
| --------------------------------------------------------------------- | ----------- | -------------------------------------------------- |
| elektriciteit → gas                                                   |             |                                                    |
| waterstof                                                             | 54 – 72%    | 200 bar compressie                                 |
| methaan (SNG)                                                         | 49 – 64%    | 200 bar compressie                                 |
| waterstof                                                             | 57 – 73%    | 80 bar compressie (aardgaspijpleidingen)           |
| methaan (SNG)                                                         | 50 – 64%    | 80 bar compressie (aardgaspijpleidingen)           |
| waterstof                                                             | 64 – 77%    | zonder compressie                                  |
| methaan (SNG)                                                         | 51 – 65%    | zonder compressie                                  |
| elektriciteit → gas → elektriciteit                                   |             |                                                    |
| waterstof                                                             | 34 – 44%    | 80 bar compressie tot 60% terug naar elektriciteit |
| methaan (SNG)                                                         | 30 – 38%    | 80 bar compressie tot 60% terug naar elektriciteit |
| elektriciteit → gas → elektriciteit & warmte (warmte-krachtkoppeling) |             |                                                    |
| waterstof                                                             | 48 – 62%    | 80 bar compressie en elektriciteit/warmte 40/45%   |
| methaan (SNG)                                                         | 43 – 54%    | 80 bar compressie en elektriciteit/warmte 40/45%   |